# Col de Marsolino
Le col de Marsolino (en corse Bocca di Marzulinu) est un col de Corse entre Calvi et Vico. Il relie Calvi et Calenzana en Balagne à Galéria dans le Filosorma. Sa faible altitude lui permet d'être ouvert quasiment toute l'année.

## Toponymie
Le col tire son nom de l'ancienne pieve Armito-Marsolino qui couvrait la haute vallée du Marsolino.

## Géographie

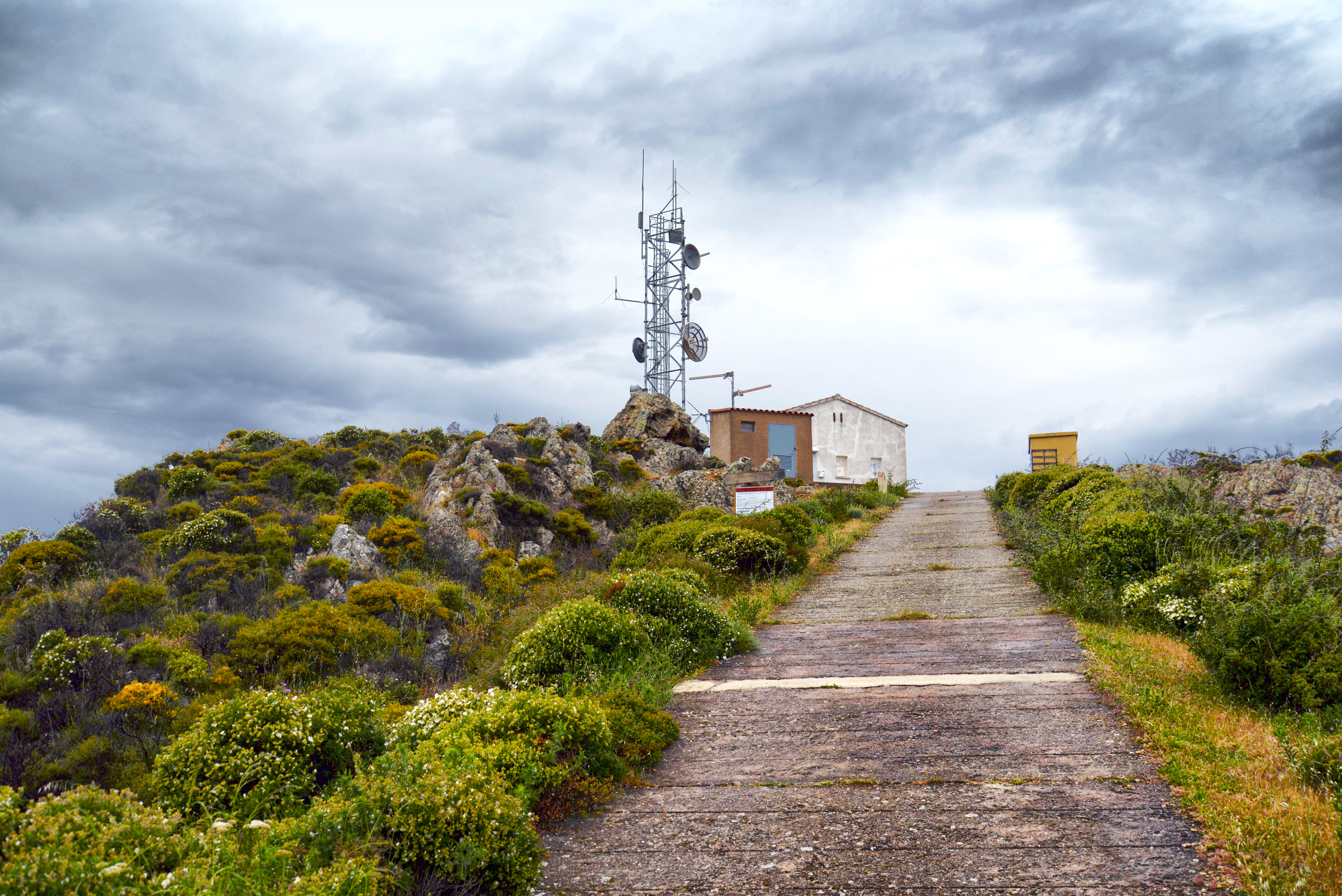
Pylône du Marsolino

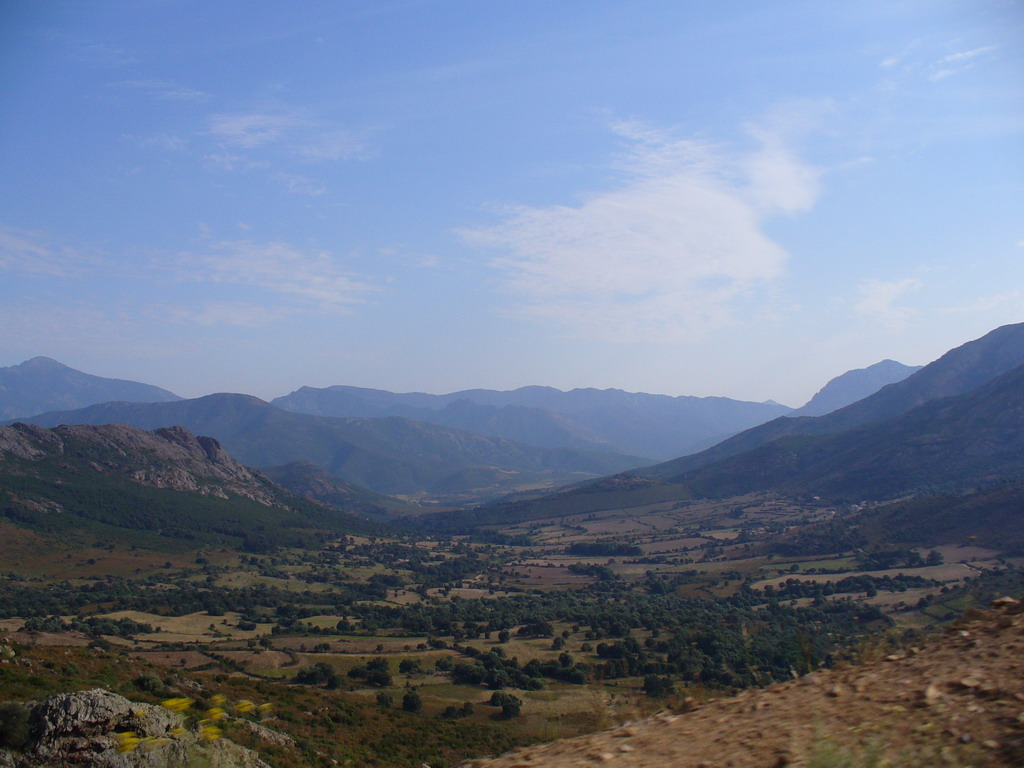
Vallée du Marsolino

Le col de Marsolino se situe sur un chaînon montagneux secondaire du massif du Monte Cinto, s'articulant à la Muvrella (2 148 m) sur la chaîne principale de l'île, axé vers l'ouest et se terminant en mer à la Punta di Ciuttone au nord du golfe de Galéria.
Il sépare le vallon du ruisseau de Pinzutella (rivière a Ronca) affluent de la Figarella au nord, de la vallée du Marsolinu affluent du Fango au sud. Il constitue une entrée du parc naturel régional de Corse.
Son altitude est de 443 mètres. Il se situe sur le seul axe routier majeur de l'ouest de l'île : la D81 (ex-RN 199) reliant Calvi à Vico (109 km) et Ajaccio (154 km).
Un pylône supportant des antennes de télécommunications est installé une vingtaine de mètres au-dessus du col.

## Histoire

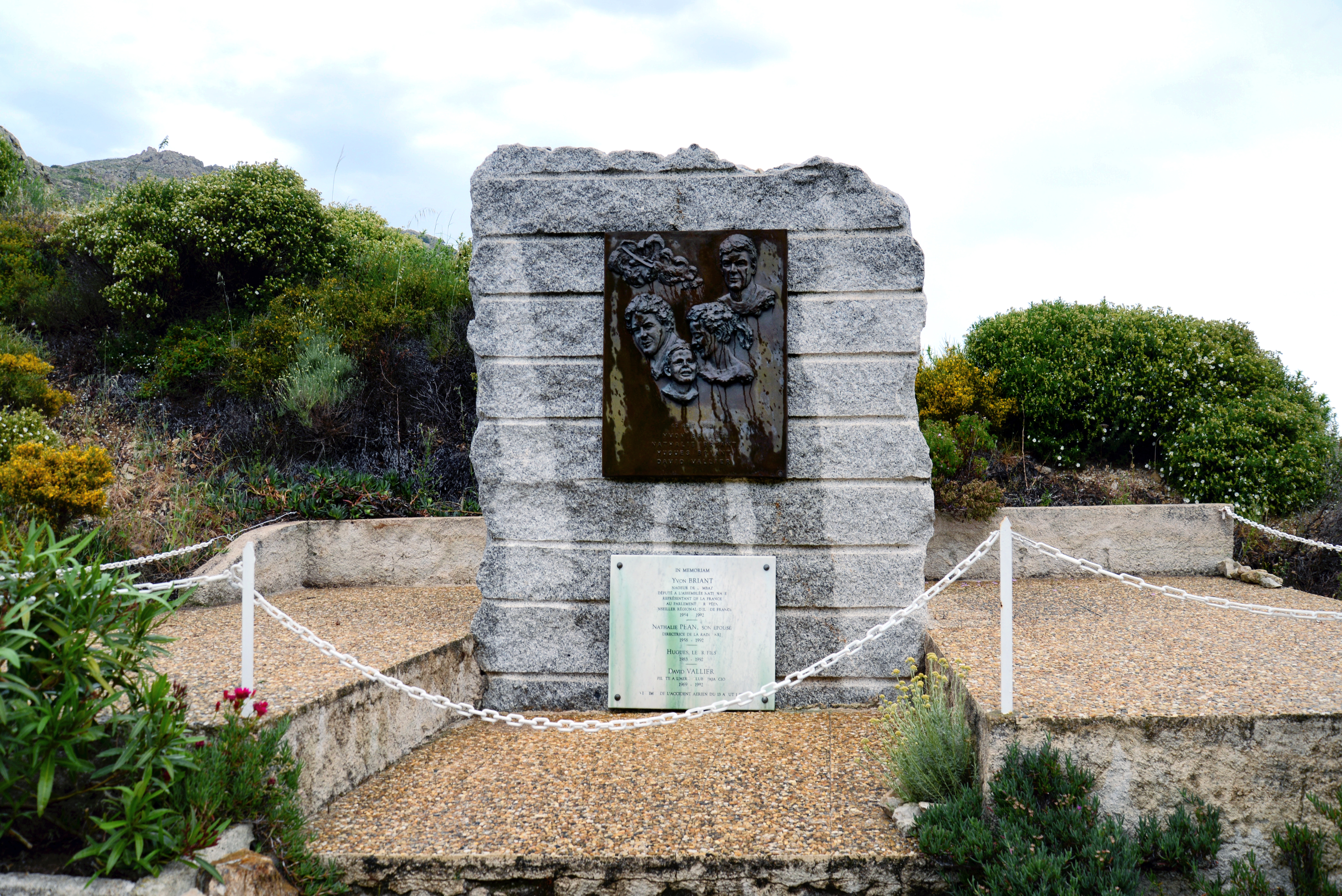
Mémorial Yvon Briant

Le 13 août 1992 eut lieu au col un accident aérien, causant la mort des quatre occupants de l'appareil : David Vallier, pilote pratiquant à l'aéro-club d'Ajaccio, et trois passagers, Yvon Briant, député à l'Assemblée nationale, Nathalie Péan son épouse, directrice de la radio NRJ, et Hugues leur fils.

## Cyclisme
Le col de Marsolino est pour la première fois au passage du Tour de France 2013, lors de la 3e étape. Il est classé en 2e catégorie. C'est le Français Pierre Rolland qui est passé en tête au sommet.